# Jane Hamilton (attrice)
Jane Hamilton (Baltimora, 7 novembre 1915 – Malibù, 9 febbraio 2004) è stata un'attrice e modella statunitense che iniziò la sua carriera come una delle Goldwyn Girls.

## Filmografia
- Il museo degli scandali (Roman Scandals), regia di Frank Tuttle (1933)
- Alla conquista di Hollywood (Bottoms Up), regia di David Butler (1934)
- Il tesoro dei faraoni (Kid Millions), regia di Roy Del Ruth, Willy Pogany (1934)
- Il grande Barnum (The Mighty Barnum), regia di Walter Lang (1934)
- Roberta, regia di William A. Seiter (1935)
- A Night at the Biltmore Bowl, regia di Alf Goulding (1935)
- Old Man Rhythm, regia di Edward Ludwig (1935)
- Seguendo la flotta (Follow the Fleet), regia di Mark Sandrich (1936)
- Sogni dorati (The Farmer in the Dell), regia di Ben Holmes (1936)
- Wanted! Jane Turner, regia di Edward Killy (1936)
- Voglio danzar con te (Shall We Dance), regia di Mark Sandrich (1937)
- A mezzanotte... (Paid to Dance), regia di Charles C. Coleman (1937)
- Follie di Hollywood (The Goldwyn Follies), regia di George Marshall (1938)
- Chi ha ucciso Gail Preston? (Who Killed Gail Preston?), regia di Leon Barsha (1938)
- Women in Prison, regia di Lambert Hillyer (1938)
- Start Cheering, regia di Albert S. Rogell (1938)
- When G-Men Step In, regia di C.C. Coleman Jr. (1938)
- Extortion, regia di Lambert Hillyer (1938)
- The Main Event, regia di Daniel Dare (1938)
- Three Missing Links, regia di Jules White (1938)
- Età inquieta (That Hagen Girl), regia di Peter Godfrey (1947)
- Se mia moglie lo sapesse (Everybody Does It), regia di Edmund Goulding (1949)